# La Walck
La Walck (deutsch Walk) ist eine Commune déléguée in der französischen Gemeinde Val-de-Moder mit 1.034 Einwohnern (Stand: 1. Januar 2021) im Département Bas-Rhin in der Region Grand Est (bis 2015 Elsass).

## Geschichte
Walk war ein deutsches Reichsdorf.
Die Gemeinde La Walck wurde mit Wirkung vom 1. Januar 2016 mit den früheren Gemeinden Pfaffenhoffen und Uberach zur Commune nouvelle Val de Moder fusioniert.

## Wirtschaft
La Walck ist eine Straßensiedlung, die von Grünflächen umgeben ist. Diese werden teils landwirtschaftlich genutzt.

## Bevölkerungsentwicklung
| 1962 | 1968 | 1975 | 1982 | 1990 | 1999 | 2005 | 2013 |
| ---- | ---- | ---- | ---- | ---- | ---- | ---- | ---- |
| 896  | 979  | 1005 | 1003 | 965  | 1012 | 1130 | 1130 |